# Ford Heights
Ford Heights es una villa ubicada en el condado de Cook, Illinois, Estados Unidos. Según el censo de 2020, tiene una población de 1813 habitantes.
Está situada a unos 40 kilómetros al sur de Chicago. La villa sufre de altos niveles de delincuencia y pobreza y alguna vez fue conocida como el suburbio más pobre de Estados Unidos.

## Geografía
La localidad está ubicada en las coordenadas 41°30′39″N 87°34′53″O / 41.51083, -87.58139. Según la Oficina del Censo de los Estados Unidos, Ford Heights tiene una superficie total de 5.04 km², correspondientes en su totalidad a tierra firme.

## Demografía
Según el censo de 2020, hay 1813 personas residiendo en Ford Heights. La densidad de población es de 359.72 hab./km². El 91.73% son afroamericanos, el 2.81% son blancos, el 0.50% son amerindios, el 0.22% son asiáticos, el 2.04% son de otras razas y el 2.70% son de una mezcla de razas. Del total de la población, el 3.70% son hispanos o latinos de cualquier raza.
Según la estimación 2015-2019 de la Oficina del Censo, los ingresos medios de los hogares son de $34,167 (frente a una media de $69,187 en el estado de Illinois). El 41.2% de la población y el 63.4% de los menores de 18 años están en situación de pobreza.